# Gunung Manumpak A
Gunung Manumpak A is een bestuurslaag in het regentschap Deli Serdang van de provincie Noord-Sumatra, Indonesië. Gunung Manumpak A telt 355 inwoners (volkstelling 2010).